# La fuente (Ingres)
La Fuente (en francés, La Source), también conocido como El manantial, es un cuadro realizado por el pintor Jean Auguste Dominique Ingres en 1856, una obra propia del neoclasicismo y de las más conocidas del artista. Sus dimensiones son de 163 × 80 cm. Se conserva en el Museo de Orsay.

## Historia
La fuente, del pintor Jean Auguste Dominique Ingres, es un cuadro neoclásico. El pintor estuvo retocando la obra durante 50 años y aun así no quedó satisfecho.

## Características
En este óleo sobre lienzo se muestra a una joven desnuda de pie ante una abertura rocosa, sosteniendo una jarra de la que fluye el agua. Simboliza el nacimiento de los ríos, siendo manantiales y fuentes en la literatura clásica un lugar sagrado de las Musas que rigen la inspiración artística. Aunque presenta un desnudo integral, en la época no causó ningún escándalo, ya que se trata de un desnudo clasicista, idealizado y que más bien evoca a una estatua clásica hecha carne, lo que era considerado aceptable para el buen gusto. La muchacha presenta un rostro inexpresivo, con una mirada perdida, que mira al infinito. Su mano derecha alzada y la mano izquierda abajo sostienen el jarrón del que sale un chorro de agua, que se divide en tres al chocar contra su mano. En el agua que hay en el suelo se ven reflejados los pies de la mujer. El líquido la separa del espectador, ya que los ríos marcan fronteras cuyo cruce es simbólicamente significativo.